# Marellia remipes
Sous-famille
Genre
Synonymes
- Waehneriella Günther, 1940

Espèce
Synonymes
- Marellia clearei Uvarov, 1930
- Marellia gemignanii Liebermann, 1932
- Marellia paranensis Liebermann, 1932
- Waehneriella paludicola Günther, 1940
- Marellia geyskesia Willemse, 1948

Marellia remipes, unique représentant du genre Marellia et de la sous-famille des Marelliinae, est une espèce d'insectes orthoptères de la famille des Acrididae.

## Distribution
Cette espèce se rencontre en Amérique du Sud.

## Publications originales
- Uvarov, 1929 : Marellia remipes gen. et sp. n. (Orthoptera Acrididae), a new semiaquatic grasshopper from South America. Annals & Magazine of Natural History Series, vol. 10, no 4, p. 539-542.
- Eades, 2000 : Evolutionary relationships of phallic structures of Acridomorpha (Orthoptera). Journal of Orthoptera Research, vol. 9, p. 181-210.